# جنيفر بيني تايلور
جنيفر بيني تايلور (بالإنجليزية: Jennifer Bini Taylor) مواليد 19 أبريل 1972 في نيو جيرسي، الولايات المتحدة، هي ممثلة أمريكية بدأت مسيرتها الفنية عام 1998.

## الأعمال

### أفلام
- المحيط الهادي الأزرق
- نعم عزيزي
- رجلان ونصف
- المسحورات
- لاس فيغاس
- شبح هامس

## وصلات خارجية
- جنيفر بيني تايلور على موقع IMDb (الإنجليزية)
- جنيفر بيني تايلور على موقع ألو سيني (الفرنسية)
- جنيفر بيني تايلور على موقع تيرنر كلاسيك موفيز (الإنجليزية)
- جنيفر بيني تايلور على موقع أول موفي (الإنجليزية)
- جنيفر بيني تايلور على موقع إن إن دي بي (الإنجليزية)
- جنيفر بيني تايلور على موقع قاعدة بيانات الفيلم (الإنجليزية)
- جنيفر بيني تايلور على موقع كينوبويسك (الروسية)

- الموقع الإلكتروني